# Невіїм
Невіїм (дав-євр. נביאים — пророки) — друга частина книг Старого Заповіту Біблії.

## Структура

### Ранні пророки (дав-євр.נביאים ראשונים‬)
- Книга Ісуса Навина
- Книга Суддів
- Книга Самуїла:
  - Перша книга Самуїла
  - Друга книга Самуїла
- Книга царів:
  - Перша книга царів
  - Друга книга царів

### Пізні пророки (дав-євр.נביאים אחרונים)
- Книга пророка Ісаї
- Книга пророка Єремії
- Книга пророка Єзекіїля

#### Дванадцять малих пророків (дав-євр.תרי עשר)
- Книга пророка Осії [הושע]
- Книга пророка Йоіла [יואל]
- Книга пророка Амоса [עמוס]
- Книга пророка Овдія [עובדיה]
- Книга пророка Йони [יונה]
- Книга пророка Михея [מיכה]
- Книга пророка Наума [נחום]
- Книга пророка Авакума [חבקוק]
- Книга пророка Софонії [צפניה]
- Книга пророка Аггея [חגי]
- Книга пророка Захарія [זכריה]
- Книга пророка Малахії [מלאכי]